# Neilburg
Neilburg is een dorp in het westen van de Canadese provincie Saskatchewan, op 25 kilometer van de grens met Alberta. Het plaatsje telt 379 inwoners (2016). Neilburg bevindt zich ongeveer zes kilometer van de noordoostelijke hoek van Manitou Lake, een van de zoutwatermeren die in deze provincie ontstaan zijn door de potaswinning.  

## Geschiedenis
Neilburg is vernoemd naar een vroege kolonist, Clifford O’Neil. Het eerste postkantoor was in zijn huis, anderhalve kilometer ten zuidoosten van het huidige dorpje. Neilburg werd in 1923 geregistreerd als gehucht ('hamlet'), en in 1946 was het zo ver gegroeid dat het de status van 'dorp' ('village') kreeg.

## Infrastructuur
Aan de noordkant van het dorp loopt Saskatchewan Highway 40 (SK 40), een provinciale weg van Saskatchewan. Deze maakt deel uit van Poundmaker Trail, een verbindingsweg die loopt van Edmonton, de hoofdstad van Alberta, naar het stadje North Battleford, 90 km ten oosten van Neilburg. Langs Neilburg loopt deze verbindingsweg kaarsrecht, pal oost-west. Hij verbindt Neilburg met Marsden, een iets kleiner dorp dat veertien kilometer westelijker ligt. Oudere basisschoolkinderen uit dat dorp gaan in Neilburg naar school. Tussen Marsden en de noordwesthoek van het meer ligt Big Manitou Regional Park.
Haaks op deze highway loopt de kleinere SK 675. Deze 160 kilometer lange weg verbindt dorpen met elkaar, geen grotere plaatsen. In Neilburg verspringt de SK 675: vanuit het noorden rijdt de bestuurder Neilburg aan de westkant binnen, daarna gaat het een stukje over de SK 40 en ten oosten van het dorp is dan de afslag om verder te gaan naar het zuiden. Neilburg ligt op zo'n dertig kilometer van het noordelijke einde, dat uitkomt op de Yellowhead Highway, een belangrijke verbindingsweg in Westelijk Canada.

## Religie
Neilburg telt anno 2021 drie kerken: een behoudend evangelische, een algemeen protestantse en een katholieke; dit zijn de Manitou Evangelical Free Church, de Neilburg United Church en de St. Charles & St. Joseph. Die laatste wisselt maandelijks de diensten tussen Neilburg en het nabije Marsden.

## Overig
In 1999 werden nabij het dorp graancirkels aangetroffen.